# Апел към македонското население и към емиграцията в България
„Апелът към македонското население и към емиграцията в България“ е политическа програма на Временното представителство на обединената бивша Вътрешна революционна организация, издадена през март 1919 година.
Временното представителство е създадено след краха на България в Първата световна война през есента на 1918 година на базата на Сярската декларация, с която серчани издигат стария лозунг за Автономна Македония и се противопоставят на подялбата на Македония. Апелът е публикуван на 9 март 1919 година и в него влизат идеите от Сярската декларация. Временното представителство се противопоставя на дейността на Изпълнителния комитет на Македонските братства в България, като му отрича
| „ | призванието, което си приписва – да изразява желанията, тежненията и чувствата на македонската емиграция в България и ония на македонското население. На това не му дават право нито подбудите за неговото учредяване, нито начинът на избора му, нико лицата, които го представляват. В нашите очи Изпълнителният комитет не друго освен едно съчинено представителство на Македония без връзки с нея, задачата на което е да разединява емиграцията в България и да ѝ приписва желания, каквито тя в грамадната си част няма. | “ |

Временното представителство кани емиграцията и македонците да му дадат цялата си морална подкрепа и да се пазят от лъжеавтономисти. апела македонските революционери приканват цялата емиграция и населението на Македония да се наредят под знамето за истинска автономия на Македония.
Програмата е изложена в четири основни точки:
- Единство на Македония. Според Апела „македонското население без разлика на народност и вяра след всичко преживяно, има твърдото и съзнателно желание, щото неговата страна да се запази цяла и неделима като самостоятелна политическа единица на Балканите в нейните естествени географски граници“.[2] База за границите на Македония са Солун, Вардарската долина, Скопие и Битоля с техния стопанско-икономически хинтерланд. Според временните представители населението на Македония е готово да подчетрае това си желание с плебисцит, при отстраняването на заинтересованите администрации.

- Народностно равенство в Македония. На тази единна Македония трябва да се даде самоуправление „при пълно равенство и еднакви права на всички народности, без разлика на численост и при отсъствието на всякакви духовни или политически институции, които биха дали предимство на която и да е от тях...“

- Неутралитет на Македония. До изживяване на международностните вражди, Македония трябва да е под международна закрила, за да се осигури съществуването ѝ и постоянният ѝ неутралитет.

- Икономическо единство. Политическото единство на Македония е аргументирано с икономическото единство, което кара отделните народности в Македония, макар и с отдавна изкристализирани национални физиономии, да не искат разпокъсване.

- Страница 2 на Апела
- Страница 3 на Апела
- „Предупреждение към македонското население и македонската емиграция в България“

## Подписали
| Номер | Име              | Номер | Име                 |
| ----- | ---------------- | ----- | ------------------- |
| 1     | Гьорче Петров    | 11    | Никола Пушкаров     |
| 2     | Петър Ацев       | 12    | Тома Николов        |
| 3     | Туше Делииванов  | 13    | Чудомир Кантарджиев |
| 4     | Михаил Герджиков | 14    | Ризо Ризов          |
| 5     | Таската Серски   | 15    | Георги Скрижовски   |
| 6     | Анастас Лозанчев | 16    | Петър Попарсов      |
| 7     | Димо Хаджидимов  | 17    | Павел Христов       |
| 8     | Димитър Икономов | 18    | Лука Джеров         |
| 9     | Христо Янков     | 19    | Михаил Шкартов      |
| 10    | Кръсте Льондев   | 20    | Аргир Манасиев      |
|       |                  | 21    | Христо Стоянов      |